# 湖岛街道
湖岛街道是中国山东省青岛市市北区下辖的一个街道。1999年，湖岛街道并入兴隆路街道合署办公；2018年1月，湖岛街道恢复设置。

## 行政区划
湖岛街道下辖瑞安路社区、宜昌路社区及欢乐滨海城地块。